# Maria Wollenberg-Kluza
Maria Bolesława Wollenberg-Kluza (ur. 27 lipca 1945 w Puławach) – malarka polska, prekursorka współczesnego nurtu malarstwa refleksyjnego, wywodzącego się i nawiązującego w twórczości do polskiego koloryzmu i symbolizmu. Autorka licznych publikacji o sztuce oraz kuratorka wystaw.

## Życiorys
Jest córką malarza Piotra Wollenberga oraz nauczycielki Wandy z domu Dziubek. Rodzice po II wojnie światowej osiedlili się w Puławach, gdzie w 1945 urodziła się Maria, jako trzecia córka, po Bożenie (1938–1942) i Teresie (1940–1954). W 1967 zamieszkała w Warszawie u profesora Stanisława Szczepańskiego, malarza z grupy Kapistów. Tam często spotykała Jana Cybisa i Hannę Rudzką-Cybisową, przy których ukształtowała silniejsze zainteresowanie polskim koloryzmem.
W latach 1967–1973 studiowała na Wydziale Malarstwa w Akademii Sztuk Pięknych w Warszawie. W 1973 otrzymała dyplom z wyróżnieniem z malarstwa w pracowni kolorysty Tadeusza Dominika oraz aneks do dyplomu z tkaniny artystycznej u Wojciecha Sadleya. W latach 1973–1975 odbyła staż asystencki w ASP w Warszawie. Urządziła wiele wystaw indywidualnych w kraju i za granicą. Pierwsza miała miejsce w 1967. Brała udział w licznych wystawach zbiorowych – ogólnopolskich i międzynarodowych oraz w prezentacjach polskiej sztuki za granicą.
W wyborach parlamentarnych w 1993 bez powodzenia ubiegała się o mandat poselski w okręgu warszawskim z listy Katolickiego Komitetu Wyborczego „Ojczyzna”.
Zamężna z Tadeuszem Ludwikiem Kluzą, inżynierem mechanikiem i absolwentem Politechniki Warszawskiej, z którym dwóch synów: Stanisława (ur. 1972) i Krzysztofa (ur. 1974).

## Twórczość

### Styl
Jej obrazy reprezentują malarstwo refleksyjne, przenikane innymi formami wyrazu artystycznego, tj. muzyka, poezja, filozofia, teatr, taniec itd. W twórczości artystki widać zainteresowania antykiem, pozostaje ona także w silnym związku z kulturą grecką i rzymską. Na płótnach Kluzy wyraźnie odnaleźć można fascynację poezją Norwida oraz wieloma współczesnymi polskimi pisarzami.
Jako wychowanka Tadeusza Dominika, kontynuuje zainteresowanie koloryzmem. Modyfikuje go poprzez elementy ekspresjonizmu i symbolizmu. Maluje najczęściej monotematyczne cykle po 20-30 prac, m.in.: „Ludzie w mieście”, „Człowiek i maszyna”, „Katedry”, „Impresje poetyckie”, „Gra wyobraźni”, „Zwierzenia matki”, Impresje hiszpańskie” „SALIGIA – siedem grzechów głównych”, „Rozmyślania i modlitwy”, „Pejzaże polskie”. Posługując się metaforą w swej twórczości, podejmuje tematy ludzkiego życia. Nawiązuje również do tematyki sakralnej. Jest autorką m.in. wizerunku Matki Bożej w Sanktuarium na warszawskich Siekierkach oraz dwóch obrazów związanych tematem z objawieniami, mającymi miejsce w latach 1943–1949 w Warszawie, a także szeregu obrazów do kościoła w Duczkach i inne, jak „Drzewo Życia”, „Tryptyk Fatimski”, „Ks. Jerzy Popiełuszko”.
Z uznaniem o Marii Wollenberg-Kluzie wyrażał się Józef Szajna, malarz i wybitny reżyser teatralny, prezes Polskiego Oddziału Stowarzyszenia Kultury Europejskiej z siedzibą w Wenecji.

### Inspiracje literackie
Z twórczości protoromantyków Blake’a czy Friedricha wydobywa wizyjność i symbolikę. W cyklu „Obrazy z Norwida” inspiruje do rozmyślań o poecie, w czym pomocna była lektura „Czytanie Norwida” autorstwa Jacka Trznadla. Motywem przy realizowaniu cyklu obrazów „SALIGIA – siedem grzechów głównych” były wykłady Czesława Miłosza „Ogród nauk”. Tytuły obrazów w cyklu „Gra wyobraźni” w większości zaczerpnięte są z poezji Krzysztofa Gąsiorowskiego.

### Inspiracje muzyczne
Fryderykowi Chopinowi został poświęcony cały cykl: „Chopin w malarstwie i motywy muzyczne”. Tak o nim napisał Zbigniew Jerzyna: „Widziałem maskę pośmiertną Chopina. Ile w tej twarzy bólu, zastygłego cierpienia. Ale w Łazienkach przed upiększonym pomnikiem. stoi piękna dziewczyna i tęskni za miłością. Zaiste, są takie tajemnice tej genialnej muzyki, że nie ma ona granic i otwiera serca – trudno to namalować – a jednak się udaje”.
W 2011 w Warszawie, z okazji 70-lecia śmierci Ignacego Paderewskiego, została zorganizowana wystawa inspirowana polską muzyką dawną. W wystawianych pracach Marii W. Kluzy, obok wspomnianego kompozytora, pojawiły się sylwetki m.in.: Mieczysława Karłowicza, Michała Ogińskiego oraz Stanisława Moniuszki.

## Wollenberg-Kluza w twórczości innych
Osobowość twórcza Marii Wollenberg-Kluzy pozostaje źródłem inspiracji dla wielu współczesnych literatów polskich, takich jak: Zbigniew Jerzyna, Piotr Kuncewicz, Wojciech Siemion, Roman Śliwonik, Zygmunt Trziszka, Krzysztof Gąsiorowski czy Zdzisław Brudnicki. Jej prace posłużyły jako tło lub kontekst dzieł pisanych. Na podstawie jej obrazów powstały utwory liryczne: „Do obrazu Marii Wollenberg-Kluzy” (Jerzyna) czy „Gest albo To Co Dostrzegam w Obrazach Marii Wollenberg-Kluzy” (Śliwonik).
Zygmunt Trziszka w swoich wspomnieniach tak ujął twórczość malarki: „Zwielokrotnienie człowieka na płótnach Marii Wollenberg Kluzowej, kalki człowiecze w stereotypie każą mi widzieć w tym malarstwie twórcę – prekursora”.
Plakacista Waldemar Świerzy wykonał dwa plakaty – portrety do wystaw artystki.

## Nagrody i wyróżnienia
- 1971 r. – nagroda Ministra Kultury i Sztuki za wyniki w studiach;
- 1977 r. – nagroda Wojewody Katowickiego;
- 1982 r. – stypendium artystyczne rządu hiszpańskiego i pobyt w Hiszpanii;
- 1986 r. – Srebrny Krzyż Zasługi;
- 1987 r. – nagroda imienia Jana Cybisa za całokształt twórczości;
- 1988 r. – Złota Odznaka Honorowa „Za zasługi dla Warszawy”;
- 1990 r. – stypendium Ministra Kultury i Sztuki;
- 2000 r. – Krzyż Kawalerski Orderu Odrodzenia Polski[9];
- 2004 r. – nagroda Wdzięczność Młodych Serc za współtworzenie i wieloletnią współpracę – Międzynarodowa PARAFIADA Dzieci i Młodzieży oo. Pijarów;
- 2008 r. – medal „Pro Masovia” Marszałka Województwa Mazowieckiego;
- 2008 r. – nagroda specjalna Ministra Kultury i Dziedzictwa Narodowego;
- 2009 r. – nagroda Pozytywista Roku „2008”;
- 2011 r. – stypendium Dzielnicy Ursynów m. st. Warszawy;
- 2015 r. – Srebrny Medal „Zasłużony Kulturze Gloria Artis”;
- 2019 r. – Perła Honorowa Polskiej Gospodarki w kategorii Kultura[10].
- 2024 r. – Krzyż Oficerski Orderu Odrodzenia Polski[11];